# Třída Leninec
Třída Leninec (jinak též třída L) byla třída středních minonosných ponorek sovětského námořnictva z období druhé světové války. Celkem bylo postaveno 25 jednotek této třídy. Ve službě byly od roku 1929. Osm ponorek bylo ztraceno během druhé světové války. Část vyřazené ponorky L-3 byla zachována jako muzeum.

## Stavba

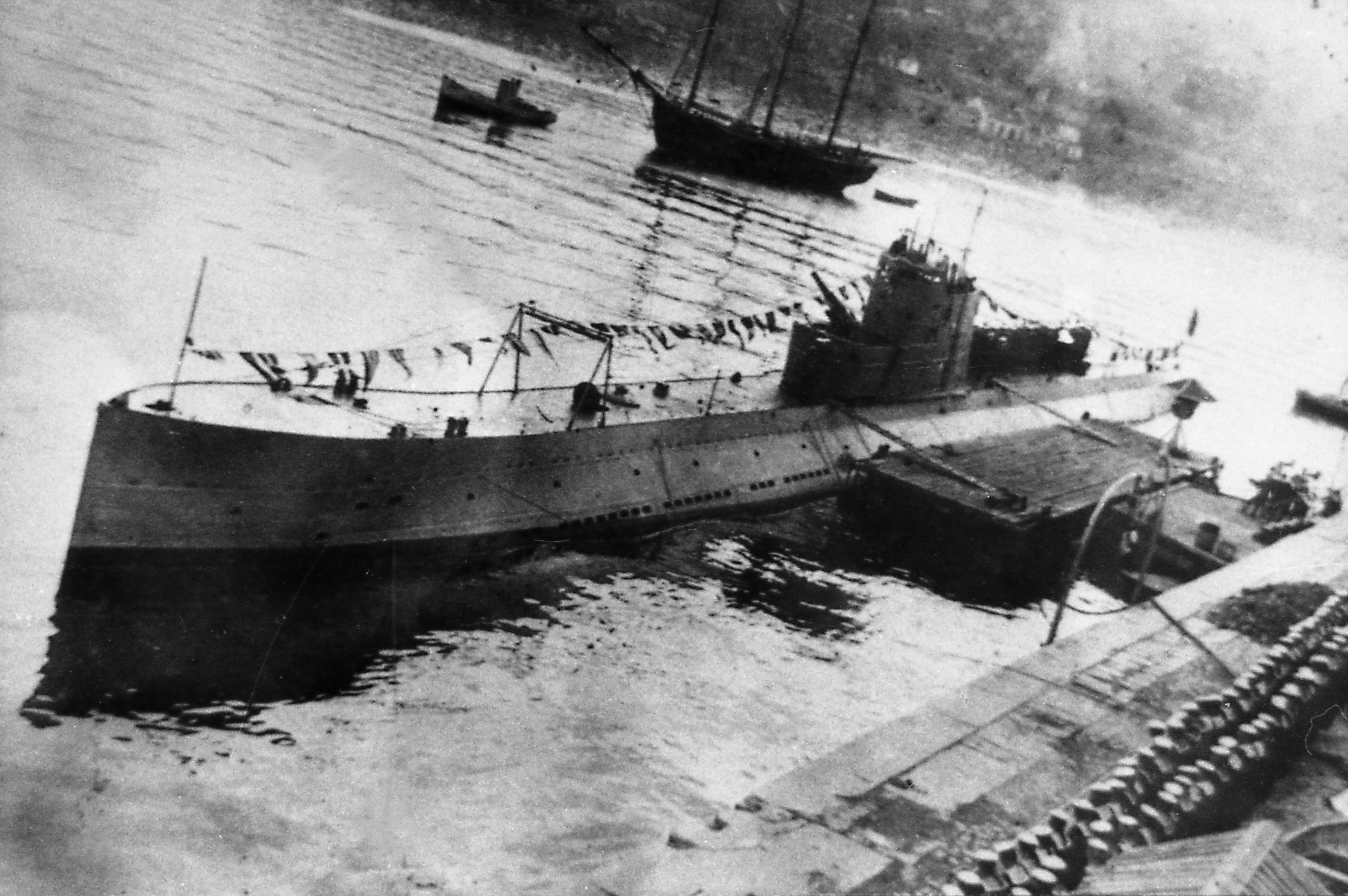
Ponorka L-4 (ex Garibaldec)

Při vývoji ponorek této třídy byly využity poznatky získané z roku 1928 vyzvednuté britské ponorky HMS L-55 a zkušenosti získané při stavbě a provozu předchozí třídy Děkabrist.
Stavba třídy L probíhala v letech 1929–1943, přičemž 25 postavených ponorek (L-1 až L-25) se dělilo do čtyř postupně vylepšovaných sérií. Stavba prvních šesti jednotek série II byla součástí sovětského programu obnovy flotily z roku 1926. Probíhala v letech 1929–1935. Následovalo šest jednotek série XI z let 1934–1938 a sedm jednotek série XIII z let 1935–1939, které spadaly do programu pro druhou pětiletku. Posledních šest jednotek série XIIIbis (nebo série XIII-1938) z let 1938–1943 bylo objednáno v rámci programu pro třetí pětiletku.
Jednotky třídy Leninec:
| Jméno                      | Série   | Založení kýlu | Spuštěna          | Vstup do služby | Poznámky |
| -------------------------- | ------- | ------------- | ----------------- | --------------- | --- |
| L1 Leninec                 | I       | 1929          | 28. února 1931    | říjen 1933      | Dne 9. listopadu 1941 v Leningradu potopena německým dělostřelectvem.                                                                    |
| L2 Stalinec (ex Marxist)   | I       | 1929          | 21. května 1931   | říjen 1933      | Dne 14. listopadu 1941 potopena minou u ostrova Keri.                                                                                    |
| L3 Frunzovec (ex Bolševik) | I       | 1929          | 8. července 1931  | listopad 1933   | Od roku 1956 cvičný hulk. |
| L4 Garibaldec              | I       | 1930          | 31. července 1931 | říjen 1933      | Vyřazena 1956. |
| L5 Charist                 | I       | 1930          | 5. července 1932  | říjen 1933      | Vyřazena 1955. |
| L6 Karbonarij              | I       | 1930          | 3. listopadu 1932 | květen 1935     | Mezi 16.–19. dubna 1944 potopena v Černém moři. Pravděpodobně německým stíhačem ponorek UJ104.                                           |
| L7 Vorošilovec             | XI      | 1934          | 15. května 1935   | prosinec 1936   | Vyřazen 1958. |
| L8 Džeržinec               | XI      | 1934          | 10. září 1935     | prosinec 1936   | Od roku 1952 hulk. |
| L9 Kirovec                 | XI      | 1934          | 25. srpna 1935    | prosinec 1936   | Vyřazena 1959. |
| L10 Menzhinets             | XI      | 1934          | 18. prosince 1936 | prosinec 1937   | Od roku 1959 dobíjecí stanice. |
| L11                        | XI      | 1934          | 4. prosince 1936  | listopad 1938   | Vyřazena 1959. |
| L12                        | XI      | 1934          | 7. listopadu 1936 | prosinec 1938   | Od roku 1959 hulk. |
| L13                        | XIII    | 1935          | 2. srpna 1936     | říjen 1938      | Vyřazena 1958. |
| L14                        | XIII    | 1935          | 20. prosince 1936 | říjen 1938      | Od roku 1959 hulk. |
| L15                        | XIII    | 1935          | 26. prosince 1936 | listopad 1938   | Od roku 1953 hulk. |
| L16                        | XIII    | 1935          | 9. července 1937  | prosinec 1938   | Dne 11. října 1942 omylem potopena severozápadně od San Francisca japonskou ponorkou I-25.                                               |
| L17                        | XIII    | 1936          | 5. listopadu 1937 | červen 1939     | Od roku 1958 hulk. |
| L18                        | XIII    | 1935          | 12. května 1938   | říjen 1939      | Od roku 1958 hulk. |
| L19                        | XIII    | 1935          | 25. května 1938   | listopad 1939   | Mezi 24. až 29. srpnem 1945 ztracena severozápadně od ostrova Hokkaidó.                                                                  |
| L20                        | XIIIbis | 1938          | 14. dubna 1940    | srpen 1942      | Od roku 1956 sloužila ke zkouškám, 1958 vyřazena.                                                                                        |
| L21                        | XIIIbis | 1938          | 14. července 1940 | srpen 1943      | Vyřazena 1955. |
| L22                        | XIIIbis | 1938          | 23. září 1939     | srpn 1942       | Od roku 1956 sloužila ke zkouškám, 1959 vyřazena.                                                                                        |
| L23                        | XIIIbis | 1938          | 29. dubna 1940    | říjen 1941      | Dne 17. ledna 1944 potopena v Černém moři v oblasti mysu Tarhankut německým stíhačem ponorek UJ106.                                      |
| L24                        | XIIIbis | 1938          | 17. prosince 1940 | duben 1942      | Po napadením německem evakuována na Kavkaz a tam dokončena. Dne 17. prosince 1944 potopena v oblasti mysu Kaliakra, pravděpodobně minou. |
| L25                        | XIIIbis | 1938          | 26. února 1941    | –               | Po napadením německem evakuována na Kavkaz. Dne 20. prosince 1944 se potopila během vlečení zpět do Sevastopolu k dokončení.             |

## Konstrukce

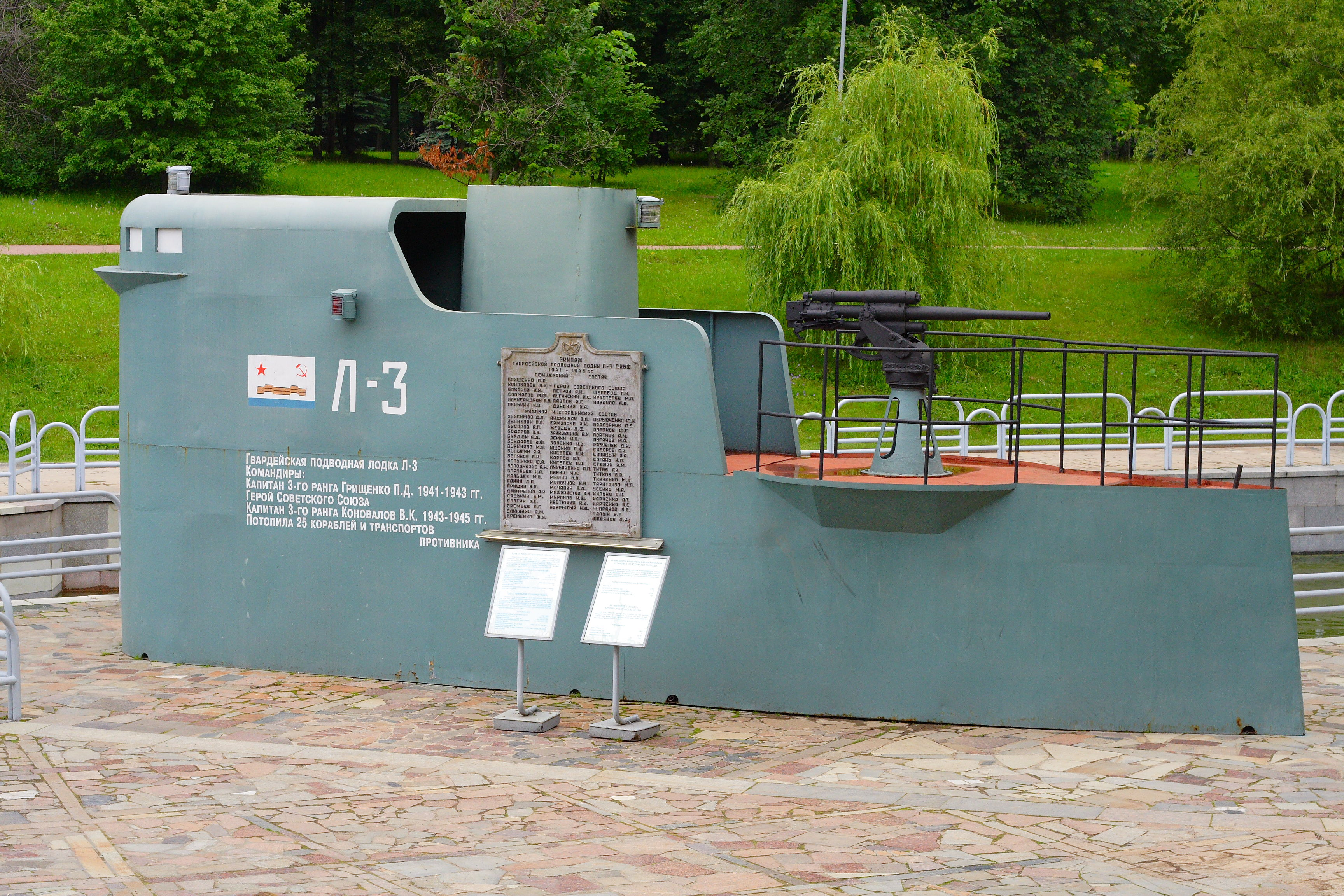
Dochovaná věž ponorky L-3

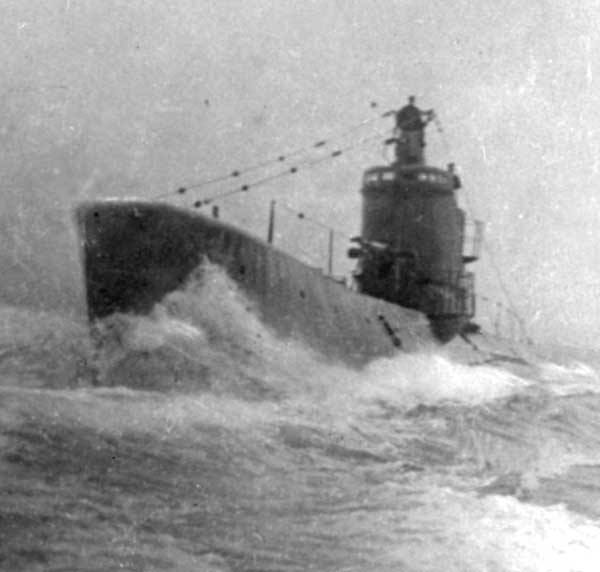
L-24

Hlavňovou výzbroj ponorek série II představoval jeden 100mm kanón a jeden 45mm kanón. Dále nesly šest příďových 533mm torpédometů se zásobou dvanáct torpéd. Dvě horizontální trubice na zádi pojmuly až dvacet min. Pohonný systém tvořily dva diesely o výkonu 2200 bhp a dva elektromotory o výkonu 1050 shp, pohánějící dva lodní šrouby. Nejvyšší rychlost dosahovala čtrnáct uzlů na hladině a devět uzlů pod hladinou. Dosah byl 6000 námořních mil při rychlosti devět uzlů na hladině a 135 námořních mil při rychlosti dvou uzlů pod hladinou.

### Modifikace
U člunů série XI byl výkon elektromotorů zvýšen na 1450 hp. Následující série XIII a XIIIbis měla diesely o výkonu 4200 bhp a elektromotory o výkonu 2400 shp, takže rychlost ponorek se zvýšila na osmnáct uzlů na hladině a deset uzlů pod hladinou. Výzbroj navíc posílily dva záďové 533mm torpédomety. V případě série XIIIbis se dosah zvětšil na 14 000 námořních mil při rychlosti devět uzlů na hladině. Dosah při plavbě pod hladinou poklesl o pět námořních mil.